# Optische Leitfähigkeit
Die optische Leitfähigkeit verallgemeinert die elektrische Leitfähigkeit (die oft nur als Gleichstromleitfähigkeit verstanden wird), um ihre Frequenzabhängigkeit zu beachten. Die elektrische Leitfähigkeit bei einer bestimmten Frequenz bestimmt die Durchlässigkeit von Materialien für elektromagnetische Wellen dieser Frequenz.
Bekannte Modelle, welche die optische Leitfähigkeit beschreiben, sind die Drude-Theorie und Drude-Sommerfeld-Theorie für freie Ladungsträger in Metallen und das Modell des Lorentz-Oszillators für gebundene Ladungsträger.

## Maxwell-Gleichungen in Materie
Nimmt man an, dass kein externer Strom anliegt, können nur die gebundenen und ungebundenen Elektronen, die durch ein elektrisches Feld beeinflusst werden, zum Strom beitragen. Mit dem ohmschen Gesetz wird der Beitrag der ungebundenen Elektronen auf folgende Weise ausgedrückt:
{\displaystyle J_{\mathrm {cond} }=\sigma _{1}E,}
{\displaystyle \sigma _{1}} bezeichnet dabei die Leitfähigkeit, welche nicht vom elektrischen Feld {\displaystyle {\vec {E}}} abhängt. Für die Ladungsverteilung {\displaystyle \rho } der Elektronen kann in homogenen und isotropen Materialien eine homogen polarisierte Verteilung angenommen werden, in der sich die positiven und negativen Ladungen ausgleichen und die mit {\displaystyle \rho =-\nabla \cdot {\vec {P}}} beschrieben wird. Kombiniert man diese zwei Terme mit der elektrischen Flussdichte {\displaystyle {\vec {D}}}, gelangt man zum Gaußschen Gesetz für Materie
{\displaystyle {\vec {D}}=\varepsilon _{1}{\vec {E}}=(1+4\pi \chi _{\text{e}}){\vec {E}}={\vec {E}}+4\pi {\vec {P}}},
wobei {\displaystyle \chi _{\mathrm {e} }} die elektrische Suszeptibilität und {\displaystyle \varepsilon _{1}} den Realteil der Permittivität beziffert. Die hier verwendeten Faktoren sind entsprechend den Gaußschen Einheiten gewählt.
Aus den makroskopischen Maxwellgleichungen lässt sich für die Ausbreitung von elektrischen Wellen in verlustbehafteten Medien die Wellengleichung
{\displaystyle \nabla ^{2}{\vec {E}}={\frac {\varepsilon _{1}\mu }{c^{2}}}{\frac {\partial ^{2}{\vec {E}}}{\partial t^{2}}}+{\frac {4\pi \sigma _{1}\mu }{c^{2}}}{\frac {\partial E}{\partial t}}}
mit der magnetischen Permeabilität {\displaystyle \mu } und Lichtgeschwindigkeit {\displaystyle c} herleiten. Die Leitfähigkeit {\displaystyle \sigma _{1}} wird hier als optische Leitfähigkeit bezeichnet, da die hier relevante Dämpfung der Welle durch Elektronenübergänge zwischen Energieniveaus mit Absorption von Photonen geschieht.
Mit den Maxwell-Gleichungen und obigen Definitionen lässt sich eine komplexwertige Permittivität definieren als
{\displaystyle {\hat {\varepsilon }}=\varepsilon _{1}+\mathrm {i} {\frac {4\pi \sigma _{1}}{\omega }}=\varepsilon _{1}+\mathrm {i} \varepsilon _{2}}.
In anisotropen Materialien wird die Permittivität tensorwertig, dadurch wird die optische Leitfähigkeit ebenfalls tensorwertig.

## Theorie laut Drude

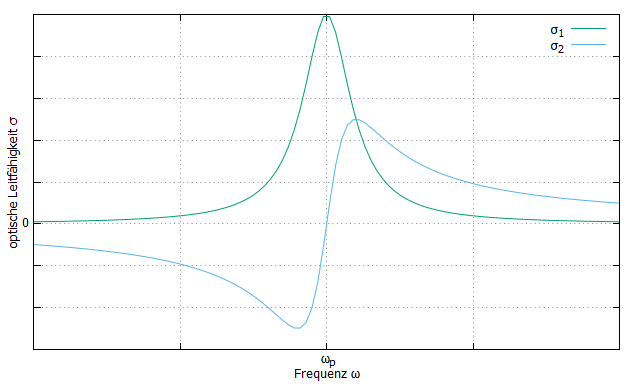
Schematische Darstellung der optischen Leitfähigkeit nach Drude

Im Drude-Modell wird die Bewegung der Elektronen ähnlich wie in der kinetischen Gastheorie beschrieben. Von Bedeutung sind hier die Relaxationszeit {\displaystyle \tau } und die Plasmafrequenz {\displaystyle \omega _{\mathrm {p} }}. Mit dem Drude-Sommerfeld-Modell lässt sich die Gleichstromleitfähigkeit {\displaystyle \sigma _{\mathrm {dc} }} folgendermaßen ausdrücken:
{\displaystyle \sigma _{\mathrm {dc} }={\frac {Ne^{2}\tau }{m}}={\frac {1}{4\pi }}\omega _{\mathrm {p} }^{2}\tau }
und erhält daraus die frequenzabhängige Leitfähigkeit
{\displaystyle {\hat {\sigma }}(\omega )={\frac {\sigma _{\mathrm {dc} }}{1-\mathrm {i} \omega \tau }}}.
Erweitert man den komplexen Teil unter dem Bruchstrich, erhält man den Real- und Imaginärteil der optischen Leitfähigkeit mit
{\displaystyle \sigma _{1}(\omega )={\frac {\omega _{\mathrm {p} }^{2}\tau }{4\pi }}{\frac {1}{1+\omega ^{2}\tau ^{2}}}}
und
{\displaystyle \sigma _{2}(\omega )={\frac {\omega _{\mathrm {p} }^{2}\tau }{4\pi }}{\frac {\omega \tau }{1+\omega ^{2}\tau ^{2}}}}, wobei:
- {\displaystyle \omega _{\mathrm {p} }^{2}}: Plasmaresonanz des Elektrons
- {\displaystyle N} die Ladungsträgerdichte
- {\displaystyle e} die Elementarladung
- {\displaystyle m} die Masse bezeichnet.

## Lorentzoszillator-Modell
Das Modell des Lorentz-Oszillators kann als Erweiterung des Drude-Modells angesehen werden. Mit ihm lassen sich im Vergleich zum Drude-Modell auch Bandübergänge in Metallen beschreiben. Hier wird davon ausgegangen, dass Elektronen durch elektrische Felder zu harmonischen Bewegungen um die Atomrümpfe angeregt werden. Die komplexe Leitfähigkeit wird dann wie folgt beschrieben:
{\displaystyle \sigma (\omega )={\frac {Ne^{2}}{m}}{\frac {\omega }{\mathrm {i} (\omega _{0}-\omega ^{2})+\omega /\tau }}}.
Setzt man die Mittenfrequenz {\displaystyle \omega _{0}=0} erhält man das Drude-Modell.